# Gevelsberg

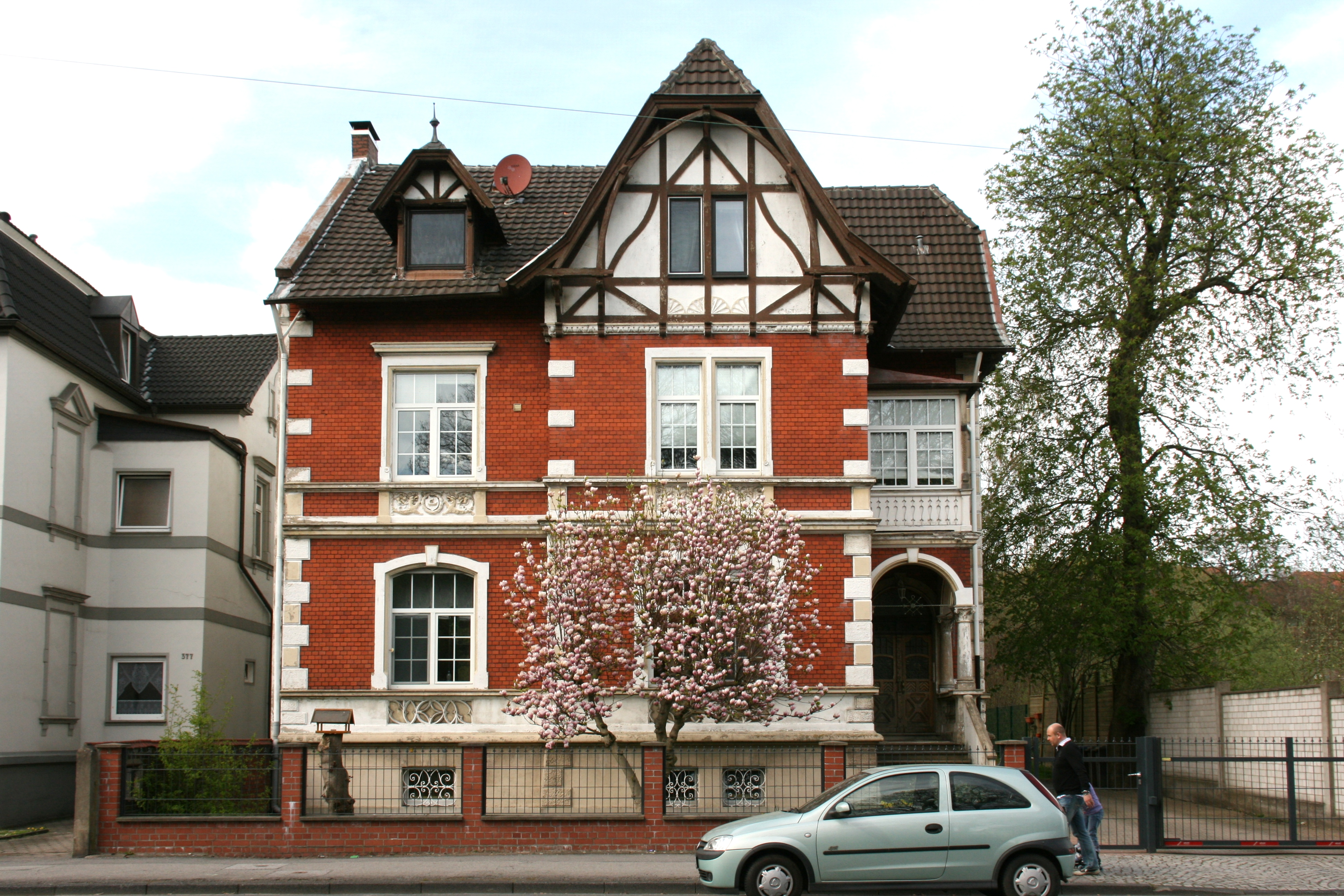
Hagener Straße 26

Gevelsberg − miasto w Niemczech, w kraju związkowym Nadrenia Północna-Westfalia, w rejencji Arnsberg, w powiecie Ennepe-Ruhr. W 2010 liczyło 31 518 mieszkańców.

## Współpraca
Miejscowości partnerskie:
- Butera, Włochy
- Szprotawa, Polska
- Vendôme, Francja